# Chim Liver

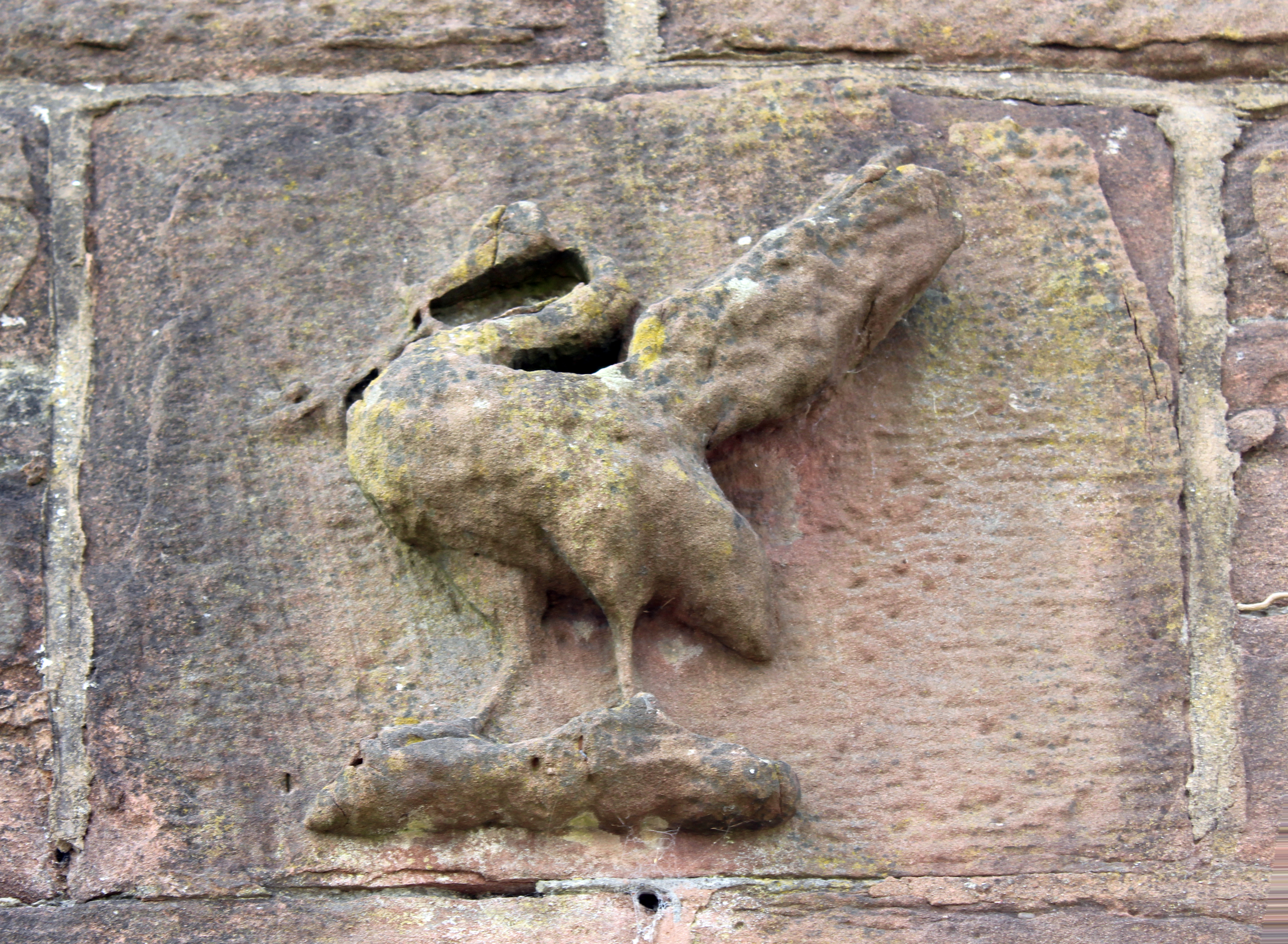
Tượng chim Liver chạm nổi

Chim Liver (Liver bird) là một sinh vật thần thoại mang tính biểu tượng của thành phố Liverpool ở nước Anh nó là một niềm kiêu hãnh của người dân thành phố cảng. Nó thường được đại diện như một con chim cốc và có thể là như vậy, trong đó, hậu âm tiền tố của có một phần của nó như một cách chơi chữ khác với cái tên "Liverpool" vì là một thành phố cảng biển vốn có nhiều loài chim ăn cá lảng vảng kiếm mồi.
Ngày nay, biểu trưng của Câu lạc bộ Liverpool gồm hình con chim Liver đang vỗ cánh, biểu trưng thành phố Liverpool, được chọn làm biểu trưng đội bóng vào năm 1901, được đặt bên trong hình một tấm khiên. Đây là là con vật tưởng tượng, pha trộn giữa hình ảnh của chim đại bàng và chim cốc. Nhiều người cho rằng đó là một con chim bói cá được cách điệu cũng có ý kiến cho rằng đó là một con phượng hoàng phương Tây.

## Lịch sử
Từ thế kỉ thứ XIII, vua nước Anh là John đã có quyết định nâng cấp một cảng cá nhỏ có tên là Lerpoole lên thành phố Liverpool và hình ảnh của chim Liver đã xuất hiện trên con dấu của tòa thị chính thành phố. Trên nóc của tòa nhà Liver Building cũng có hai chú chim Liver rất lớn bằng đồng, người ta nói rằng chú chim này đem lại những điều may mắn cho thành phố cảng. Liver Bird xuất hiện lần đầu tiên trong các tác phẩm của nhà văn Mỹ Herman Melville.
Khi Vua John quyết định nâng cấp một cảng cá nhỏ bé có tên Lerpoole lên thành thành phố Liverpool vào thế kỷ XIII, hình ảnh Liver Bird đã xuất hiện trên con dấu. Khi Liverpool FC được thành lập, Liver Bird được chọn làm con vật tượng trưng (linh vật) làm ý tưởng cho việc thiết kế logo Liverpool và đem lại may mắn cho câu lạc bộ. Ban đầu việc thiết kế logo của CLB chỉ đơn giản là hình Liver Bird màu trắng ở giữa, những chi tiết khác dần được bổ sung theo năm tháng và hoàn thiện cho đến ngày nay.

## Biểu tượng
Chính giữa biểu tượng của Liverpool FC là hình một con chim Liver là hình ảnh đại diện của thành phố Liverpool. Nhiều người vẫn nhầm lẫn rằng, chú chim trên logo của Liverpool là Phượng hoàng nhưng nó là Liver Bird là biểu tượng của thành phố cảng Liverpool nhưng câu chuyện Phượng hoàng lửa đúng là như thể sinh ra dành cho câu lạc bộ Liverpool từng những thảm họa đen tối, bi kịch mất mát, tổn thương, những thất bại ê chề nhưng họ vẫn kiên cường, rực lửa trong lối chơi bóng của mình. Người ta hay ví Liverpool như Phương hoàng lửa, một loài chim bất tử, được tái sinh từ đống tro tàn.